# 朱塞佩·托西
朱塞佩·托西（義大利語：Giuseppe Tosi，1916年5月25日—1981年7月10日），意大利男子田径运动员，主攻铁饼。他曾代表意大利参加1948年和1952年夏季奥林匹克运动会田径比赛，其中1948年奥运会获得一枚银牌。